# Équipe cycliste Preti Mangimi-Prisma Stufe
L'équipe cycliste Preti Mangimi-Prisma Stufei est une ancienne formation de cyclisme sur route basée en Italie et enregistrée auprès de la fédération luxembourgeoise. En 2007, elle fait partie des équipes continentales puis en 2008 des équipes continentales professionnelles. Auparavant, l'équipe s'appelait Kio Ene-Tonazzi-DMT.

## Principales victoires
- Flèche du Sud : 2007 (Boris Shpilevsky)
- Tour de Navarre : 2007 (Maurizio Biondo)
- Florence-Pistoia : 2007 (Boris Shpilevsky)
- Tour de Toscane : 2008 (Mattia Gavazzi)
- Tour de Hainan : 2008 (Boris Shpilevsky)

## Classements UCI
L'équipe participe aux différents circuits continentaux et en particulier les courses de l'UCI Europe Tour depuis sa création en 2007. Le tableau ci-dessous présente les classements de l'équipe sur ces circuits, ainsi que son meilleur coureur au classement individuel. 
UCI America Tour
| Saison | Classement par équipes | Meilleur coureur au classement individuel |
| ------ | ---------------------- | ----------------------------------------- |
| 2007   | 34e                    | Devis Miorin (254e)                       |

UCI Europe Tour
| Saison | Classement par équipes | Meilleur coureur au classement individuel |
| ------ | ---------------------- | ----------------------------------------- |
| 2007   | 37e                    | Boris Shpilevsky (89e)                    |
| 2008   | 26e                    | Mattia Gavazzi (38e)                      |

## Preti Mangimi-Prisma Stufe en 2008[2]

### Effectif
| Coureur             | Date de naissance | Nationalité | Équipe 2007            | Équipe 2009                  |
| ------------------- | ----------------- | ----------- | ---------------------- | ---------------------------- |
| Mirko Allegrini     | 19 octobre 1981   | Italie      |                        |                              |
| Alessandro Bertuola | 13 septembre 1979 | Italie      | Tenax                  |                              |
| Vincenzo Centrone   | 23 janvier 1976   | Luxembourg  | Differdange            | LC Tétange                   |
| Salvatore Commesso  | 28 mars 1975      | Italie      | Tinkoff Credit Systems | Meridiana-Kalev Chocolate    |
| Carlo Corra         | 13 janvier 1984   | Italie      | Néo-professionnel      | Utensilnord                  |
| Steve Fogen         | 28 septembre 1979 | Luxembourg  | Differdange            |                              |
| Mattia Gavazzi      | 14 juin 1983      | Italie      |                        | Serramenti PVC Diquigiovanni |
| Gianluca Geremia    | 26 avril 1981     | Italie      | Ceramica Flaminia      |                              |
| Michele Gobbi       | 10 août 1977      | Italie      | Ex-professionnel       |                              |
| Serhiy Honchar      | 3 juillet 1970    | Ukraine     | T-Mobile               | Utensilnord                  |
| Massimo Mazzanti    | 7 juin 1982       | Italie      |                        |                              |
| Marco Osella        | 6 janvier 1981    | Italie      |                        |                              |
| Mattia Parravicini  | 20 mai 1982       | Italie      |                        |                              |
| Fabio Sacchi        | 22 mai 1974       | Italie      | Milram                 |                              |
| Boris Shpilevsky    | 20 août 1982      | Russie      |                        | Fuji-Servetto                |
| Marco Zanotti       | 21 janvier 1974   | Italie      | Unibet.com             |                              |

### Victoires
| Date       | Course                                   | Pays       | Classe | Vainqueur          |
| ---------- | ---------------------------------------- | ---------- | ------ | ------------------ |
| 02/04/2008 | 2e étape de la Semaine cycliste lombarde | Italie     | 2.1    | Mattia Gavazzi     |
| 04/05/2008 | Tour de Toscane                          | Italie     | 1.1    | Mattia Gavazzi     |
| 25/05/2008 | 5e étape du Circuit de Lorraine          | France     | 2.1    | Mattia Gavazzi     |
| 29/05/2008 | 2e étape du Tour de Belgique             | Belgique   | 2.1    | Boris Shpilevsky   |
| 08/06/2008 | 4e étape du Tour de Luxembourg           | Luxembourg | 2.HC   | Salvatore Commesso |
| 27/07/2008 | 5e étape du Brixia Tour                  | Italie     | 2.1    | Mattia Gavazzi     |